# Eclissi solare del 28 febbraio 2044
L'eclissi solare del 28 febbraio 2044 è un evento astronomico che avrà luogo il suddetto giorno attorno alle ore 20:24 UTC.